# Pueblonuevo del Guadiana
Pueblonuevo del Guadiana és un municipi de la província de Badajoz, a la comunitat autònoma d'Extremadura.